# Святомиколаївська вулиця (Чернігів)
Вулиця Святомиколаївська — вулиця у місті Чернігові.

## Розташування
Вулиця поділяється на дві частини. Перша, довжиною 639 метрів, починається із Ремісничої, через Алею Героїв до вулиці Борисоглібської. Друга, довжиною 179 метрів (на північний схід від першої частини), простягається між вулицями Гончою і Василя Тарновського. Утворює перехрестя з вулицею Княжою.

## Походження назви
До 2002 року вулиця носила ім'я Карла Лібкнехта — одного із засновників Комуністичної партії Німеччини. 2002 року Чернігівська міська рада перейменувала вулицю Карла Лібкнехта на честь християнського священника та святого Миколая Чудотворця.